# Infrastructures militaires de l'époque napoléonienne
Les infrastructures militaires de l'époque napoléonienne constituent l'ensemble des constructions, ouvrages (forts et fortifications), voiries, équipements (télégraphe) et autres infrastructures (chantiers navals, arsenaux, magasins, manufactures) à usage militaire établis par Napoléon Bonaparte dès l'époque du Consulat.

## Forts et fortifications

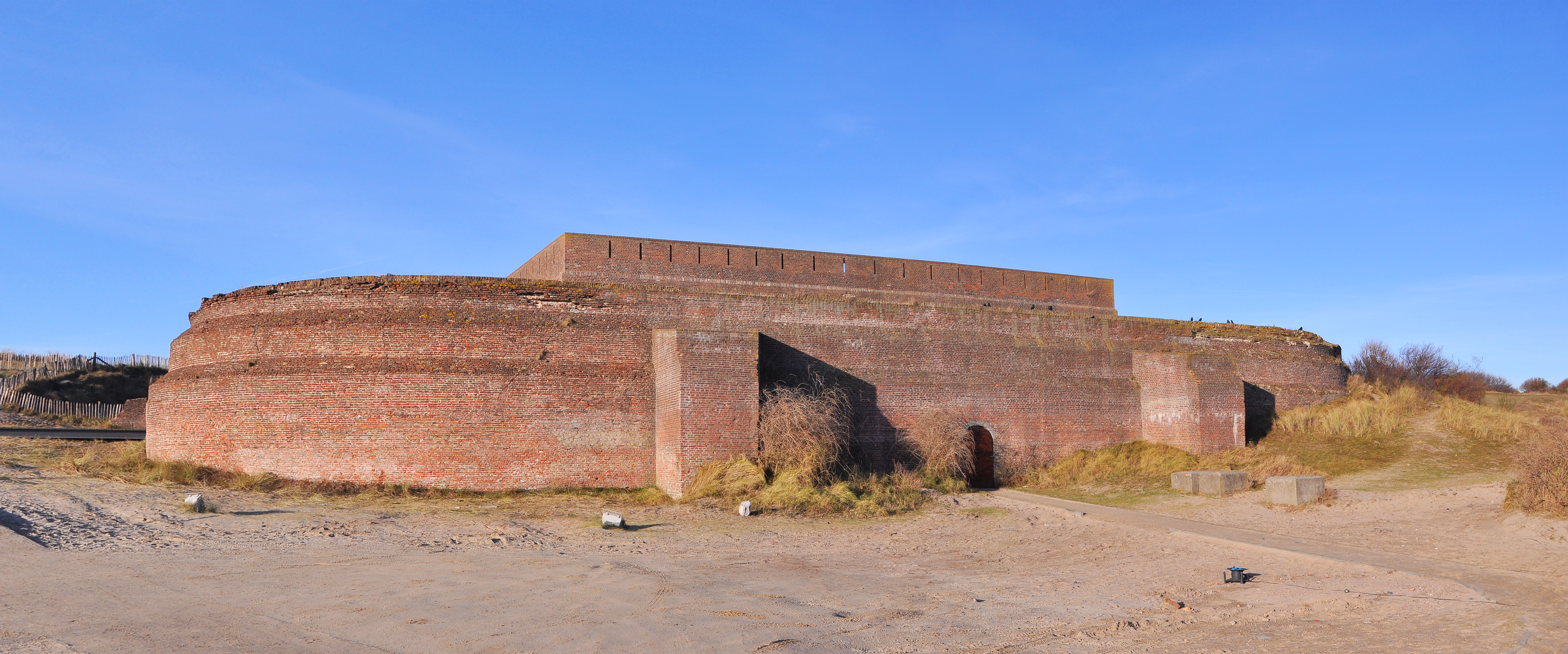
Le « Fort Napoléon » à Ostende sur la côte belge.

## Infrastructures logistiques

### Fabriques et manufactures d'équipements militaires
À la suite des conquêtes françaises, de nouvelles manufactures d'armes et fonderies de canons sont installées dans les territoires annexés: à Liège, à Turin - qui produisit des armes réglementaires françaises pour l’armée française et les troupes italiennes de Napoléon - ou encore à Culembourg aux Pays-Bas .

#### Fonderie de canons de Liège
La fonderie de canons de Liège fut établie par le Premier Consul en 1803. Sous le Consulat et l'Empire, elle « fabriqua environ 7 000 bouches à feu, de tous calibres, tant pour la marine que pour les batteries de côte ».

#### Manufacture d'armes de Mutzig
À la fin de cette même année 1803, une manufacture d'armes sera implantée à Mutzig dans le château et ses dépendances achetés par les frères Coulaux qui administraient la manufacture de Klingenthal

### Magasins et boulangeries
En 1812, à la veille de la campagne de Russie, fort des expériences malheureuses de la campagne de Pologne de 1807 au cours de laquelle l'armée française eût à affronter un hiver particulièrement rigoureux rendu plus pénible encore par les difficultés d'approvisionnements, Napoléon porta une attention particulière à leur organisation. Le 2 juillet, dans une lettre adressée depuis Vilnius à Berthier, major général de la Grande Armée, il s'inquiète des retards pris par la construction des fours à pain dans la ville; le 11, il revient sur le problème dans deux courriers destinés à Berthier et au duc de Trévise, commandant la Jeune Garde. Le 10 août, il donne l'ordre au maréchal Davout de construire des fours supplémentaires à Orcha, Mohilev, Doubrowna et Rossasna, transformant ainsi la Biélorussie en base arrière logistique. Ces mesures ne suffiront cependant pas et « pour parer à la difficulté de distribuer le pain préparé aux soldats, qui est essentiellement due, non pas à l’absence de  fabrication, mais à l’absence, ou tout au moins, à l’insuffisance de fours, Napoléon tente d’en revenir au système romain de distribution de blé en nature, mais sans succès car l’utilisation de moulins portatifs pose le problème insoluble de la suppression du blutage et parce qu’on considère comme immangeable un pain dont on n’aurait pas extrait le son ».

## Chantiers navals

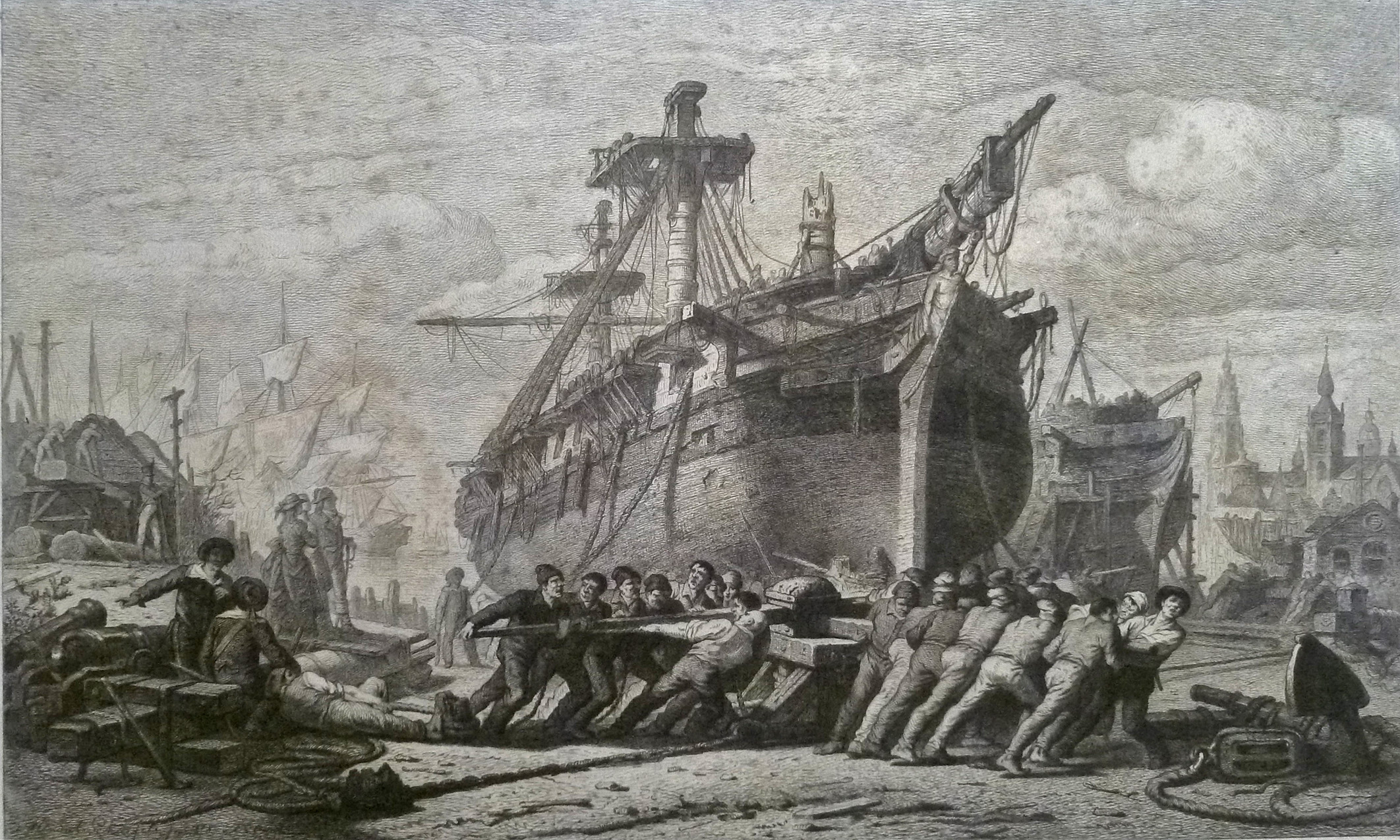
Le chantier naval d'Anvers, en Belgique, en 1804.

## Communications

### Routes impériales
En 1803, Jean-Antoine Chaptal, nommé ministre de l’Intérieur le 21 janvier 1801 par Bonaparte, planifie le développement d'un réseau routier dont l'objectif est de relier Paris aux points clefs du système militaire napoléonien de défense du territoire de la France.

## «Constructions provisoires»

### Camp de Boulogne
Le  « Camp de Boulogne » est un vaste complexe de camps implantés dans le Pas-de-Calais et jusque Bruges en Belgique et Utrecht aux Pays-Bas où fut rassemblée à partir de 1803 l'armée destinée à l'invasion de l'Angleterre à la suite de la rupture de la paix d'Amiens et de la déclaration de guerre du Royaume-Uni du 23 mai 1803 et qui deviendra la Grande Armée par un ordre du jour du quartier-général impérial du 29 août 1805.

### Ponts du Génie

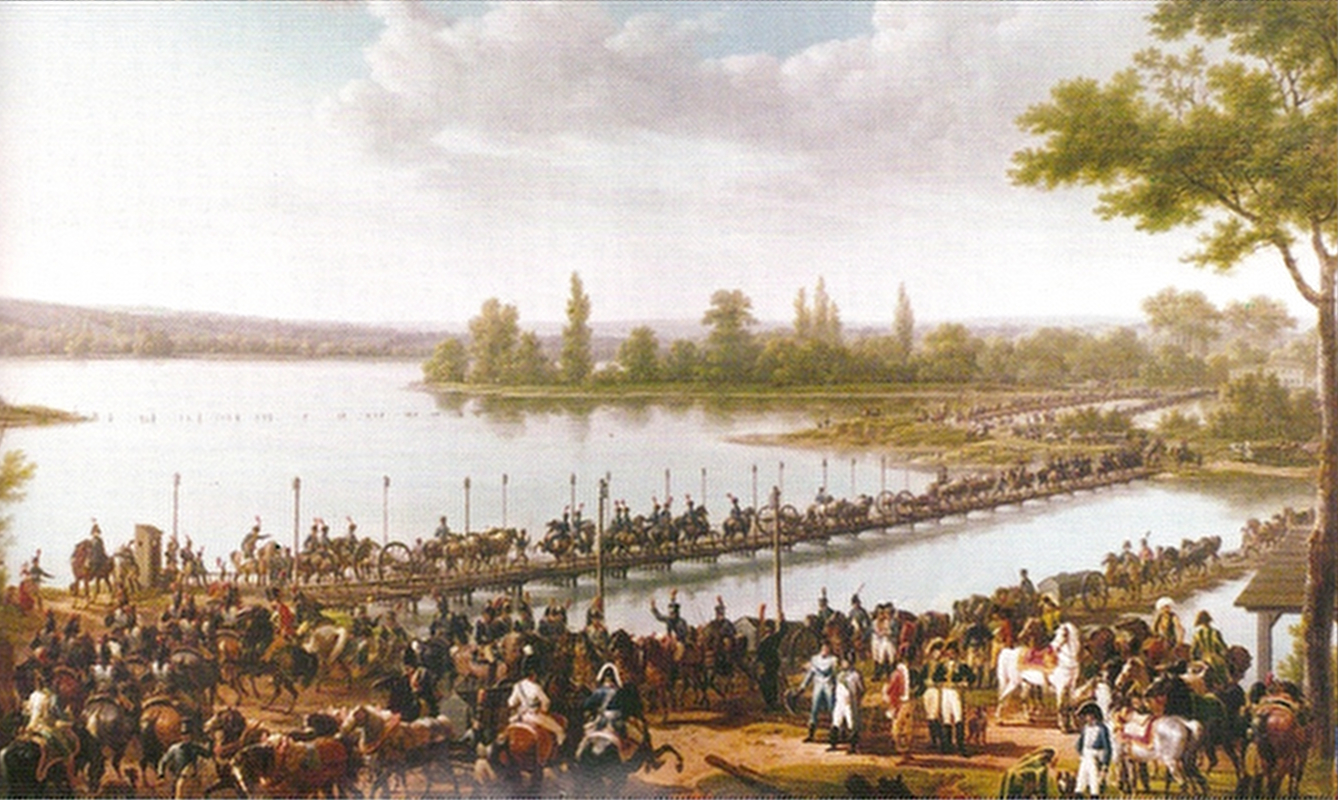
Un convoi militaire franchissant un pont du génie sur le Danube, d'après Jacques Swebach.

#### Les ponts pendant la campagne de Russie: Dniepr, Niemen, Bérézina

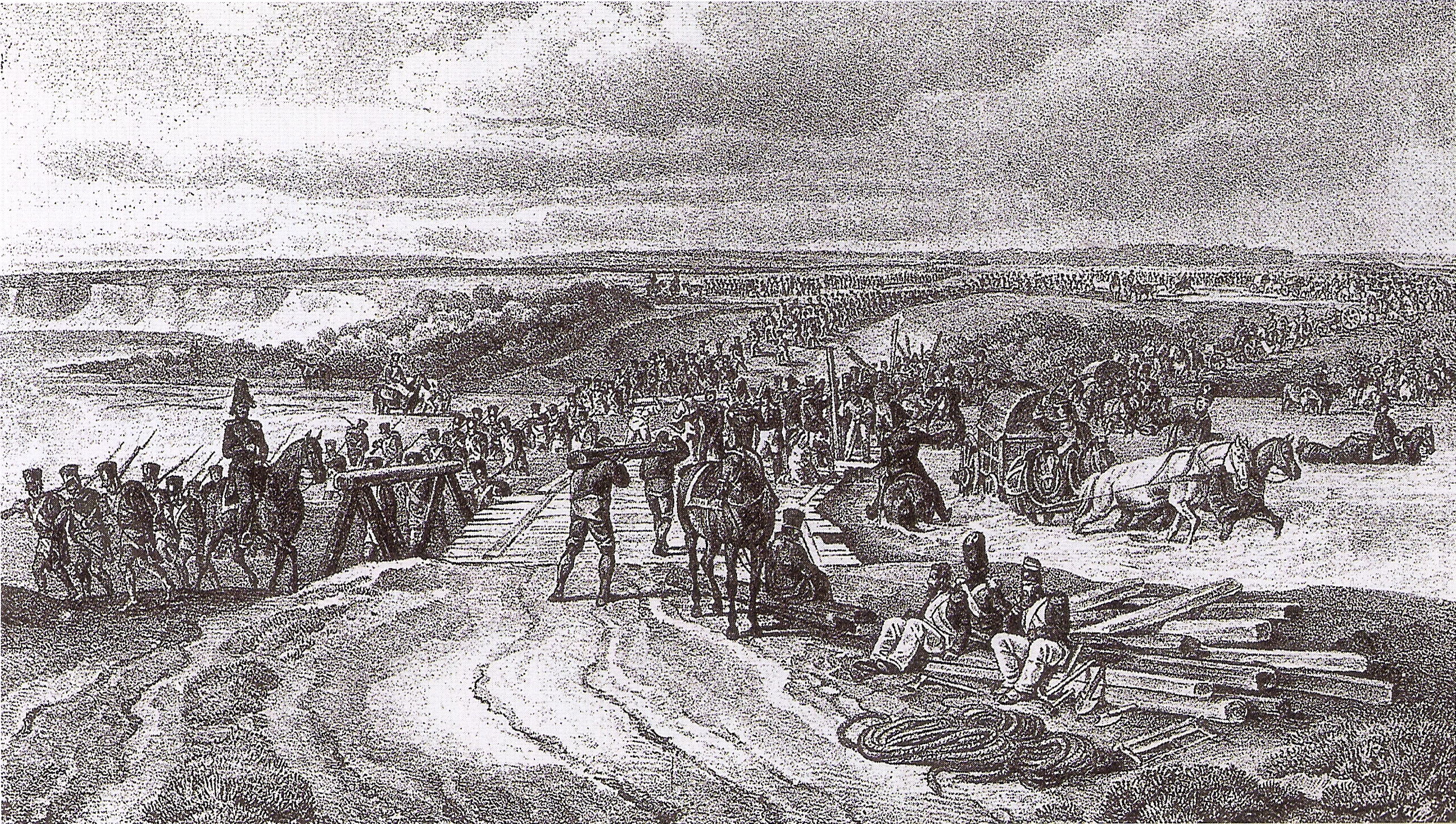
La traversée du Dniepr en septembre 1812.